# Tenho Sauren
Tenho Sauren (* 1. September 1926 in Akaa; † 21. März 2001 in Tampere, Finnland) war ein finnischer Schauspieler und Komiker.

## Leben
Er wurde 1926 in Akaa (damals gehörte das Land zu Viiala) geboren und stieg 1941 als Komödiant in Filmgeschäft ein. Er spielte in vielen finnischen Filmproduktionen mit, unter anderem in einem seiner bekanntesten Parodien, in der 1983 gefilmten James Bond Parodie „Agentti 000 ja kuoleman kurvit“ die Rolle des Ilmari Saarelainen. Er zog sich vom Schauspielerdasein im Jahr 1983 zurück und nahm noch einige Kabarett-Hörspiele und Witzradiosendungen auf, wodurch er in Finnland als Entertainer bekannt wurde. Er starb im Jahre 2001, weil seine Gesundheit aufgrund des Alters abnahm.

## Filmografie
- 1974: Pertsa ja Kilu
- 1980: Mitäs me sankarit
- 1980: Tup-akka-lakko
- 1981: Kaikenlaisia karkulaisia
- 1982: Likainen puolitusina
- 1983: Agentti 000 ja kuoleman kurvit
- 1984: Tietoisku: Reinikainen ja Arska